# Jiggs Peters
Frederick A. "Fred" "Jiggs" Peters Jr (Metuchen, New Jersey, 28 september 1920 - Pittstown, New Jersey, 25 december 1993) was een Amerikaans autocoureur.
In 1955 schreef hij zich in voor de Indianapolis 500, maar hij wist zich niet te kwalificeren. Deze race was ook onderdeel van het Formule 1-kampioenschap. Tussen 1952 en 1963 nam hij ook deel aan 24 NASCAR en USAC Championship Car-races, waarin hij één pole position behaalde tijdens de Springfield 100 op de Illinois State Fairgrounds in 1954. Zijn beste resultaten waren twee vijfde plaatsen tijdens diezelfde Springfield 100 en in dezelfde race tijdens de editie van 1955.